# 가천대학교
가천대학교(嘉泉大學校, Gachon University)는 대한민국 경기도 성남시 수정구와 인천광역시 연수구에 소재한 사립 종합대학이다.
각각 경기도립인천병원부설간호양성소와 경원공업전문대학을 모태로 둔 가천의과대학과 경원대학교가 2012년 통합하여 현재에 이르고 있다. 국문 약칭으로 가천대(嘉泉大) 등을 사용하고 있다. 설립 이후, 초기에는 단과대학과 전문대학 등에 불과하였으나, 1987년 경원대학이 종합대학 승격을 시작으로 규모가 커져 2023년 현재 15개 단과대학, 70개 학부 전공, 일반대학원과 8개의 특수대학원으로 구성된다.

## 개요
가천대학교(총장 이길여)는 2012년 가천의대, 가천길대, 경원대, 경원전문대 4개 대학을 통합한 종합대학이다. 메인 캠퍼스(글로벌캠퍼스)는 경기도 성남시 수정구에 위치하고 있으며, 인천에 의대, 약대, 간호대, 보건대, 가천대 길병원이 소재한 메디컬캠퍼스를 운영하고 있다. 2020년 기준 14개 단과대학, 65개 학과(전공)를 두고 있다. 학부 입학정원은 3,754명, 대학원생과 외국인 학생을 포함한 총 재학생 수는 약 20,801명이다. 규모 면에서 학부 기준 수도권 5위 수준의 대규모 대학이다. 길병원과 가천의과대학을 설립하고, 공익의료·교육·문화재단인 가천길재단을 운영하고 있는 이길여 회장이 총장을 맡고 있다.
의과대와 한의대, 약학대, 간호대를 모두 갖추고 있어 메디컬 파워를 자랑한다. 1998년 개교한 의과대학은 최상의 의료교육 인프라를 구축하고 있다. 국가지정 연구중심병원인 가천대 길병원은 국내 최초로 인공지능 의사 ‘왓슨’을 도입, 환자 진료에 활용하고 있다. 또한 뇌영상과 기초의학 분야에서 세계적 수준을 자랑하는 가천뇌과학연구원, 이길여 암·당뇨연구원, 가천바이오나노연구원 등을 운영하고 있다. 대학의 사회공헌활동의 일환으로 0~3세 영유아의 육아연구와 행복한 가족문화 형성을 위한 '세살마을연구원'을 운영하고 있다.
2002년에는 국내 최초로 소프트웨어 단과대학을 설립하였으며, 2015년에는 SW중심대학에 선정돼 글로벌 경쟁력을 갖춘 SW 전문인력 양성에 앞장서고 있다. 2016년부터 전체 재학생 대상으로 SW교육을 의무화하고, 2019년에는 SW Passport(인증제) 제도를 도입하는 등 IT와 SW 역량을 갖춘 인재 양성에 앞장서고 있다. 4차 산업혁명 시대를 이끌 인재 양성을 위해 2020년 인공지능(AI)학과를 신설하였다.
2012년 개관한 하와이가천글로벌센터는 와이키키 중심부에 위치하고 있으며, 지상3층 규모로 숙소와 라운지, 야외수영장, PC LAB 등 부대시설을 갖추고 있다. 매년 300여 명의 학생들이 하와이 현지에서 4~15주 동안 영어연수와 현지문화체험을 진행하고 있다. 학생들의 경제적 부담을 줄이기 위해 학비와 기숙사비, 왕복항공료 등은 대학에서 지원한다. 이밖에 미국, 영국, 중국, 호주, 캐나다 등 해외 16개국 56개 대학과 다양한 국제교류 프로그램을 운영하고 있다.

## 위상
2012년 대학통합 이후 성장을 위한 지속적인 노력과 투자로 각종 대학평가와 정부 재정지원사업에서 큰 성과를 거두고 있다. 2014년 교육부 대학특성화사업(CK)에서 수도권 공동 1위에 선정됐으며, 2015년 교육부 대학자율역량강화지원사업(ACE+)에서는 경인지역 대학 중 유일하게 선정됐다. 2015년 교육부 1주기 대학구조개혁평가에서도 최우수인 ‘A등급’을 받았다. 이후 과학기술정보통신부 SW중심대학, 고용노동부 IPP(장기현장실습) 일학습병행사업과 대학일자리센터사업, 중소벤처기업부 창업선도대학 육성사업, 과학기술정보통신부 ICT연구센터사업 등을 잇달아 따냈다.
2018년 2주기 대학구조개혁평가(대학기본역량진단)에서도 ‘자율개선대학’으로 선정돼 정원감축 없이 국고지원을 받아 대학혁신사업을 추진하고 있다. 2019년에 경기도 대학생 취업브리지사업, 교육부 사회맞춤형 산학협력 선도대학사업(LINC+), 중소벤처기업부 메이커스페이스 사업에 선정되는 등 성과를 이어가고 있다.

## 캠퍼스 시설

### 글로벌캠퍼스
2010년 비전타워 준공(경기도 성남시 수정구 성남대로 1342)과 2014년 가천관 개관으로 캠퍼스 교육환경이 획기적으로 개선됐다. 2017년 최첨단 교육·연구환경을 갖춘 의과대학 건물을 개관했으며, 지방학생과 외국인 유학생들을 위한 제3 학생생활관(기숙사)을 신축 중에 있다. 가천대는 캠퍼스 접근성이 큰 강점이다. 지하철 가천대역이 학교와 지하통로로 직접 연결되어 있으며, 서울외관순환고속도로에 가천대역 환승정류장이 설치되어 있어 대중교통을 이용한 캠퍼스 접근성이 매우 뛰어나다. 강의실을 이동하는 학생들의 편의를 위해 교내 순환 에코버스(무당이-외관이 무당벌레를 닮아 지어진 별칭)를 운행하고 있는데, 하루 평균 이용 학생 수가 1천 명에 이른다.

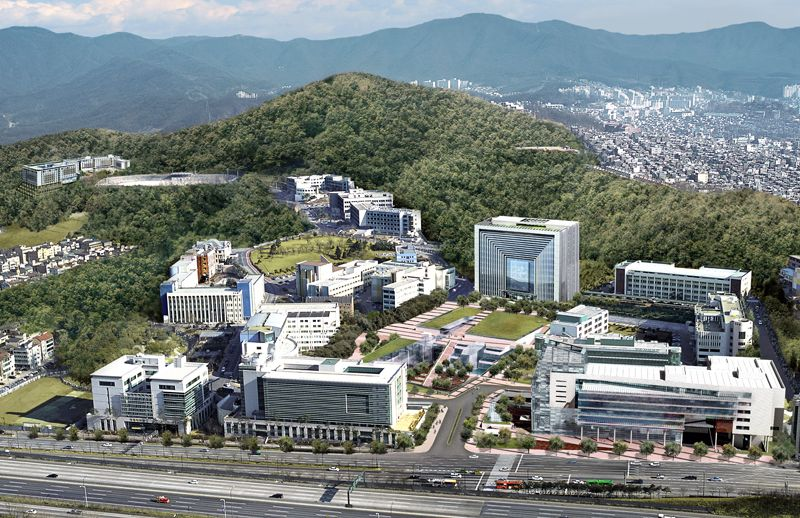
글로벌캠퍼스 전경

### 메디컬캠퍼스
의료계열 학과들이 사용하는 캠퍼스(인천광역시 연수구 함박뫼로 191)이다.

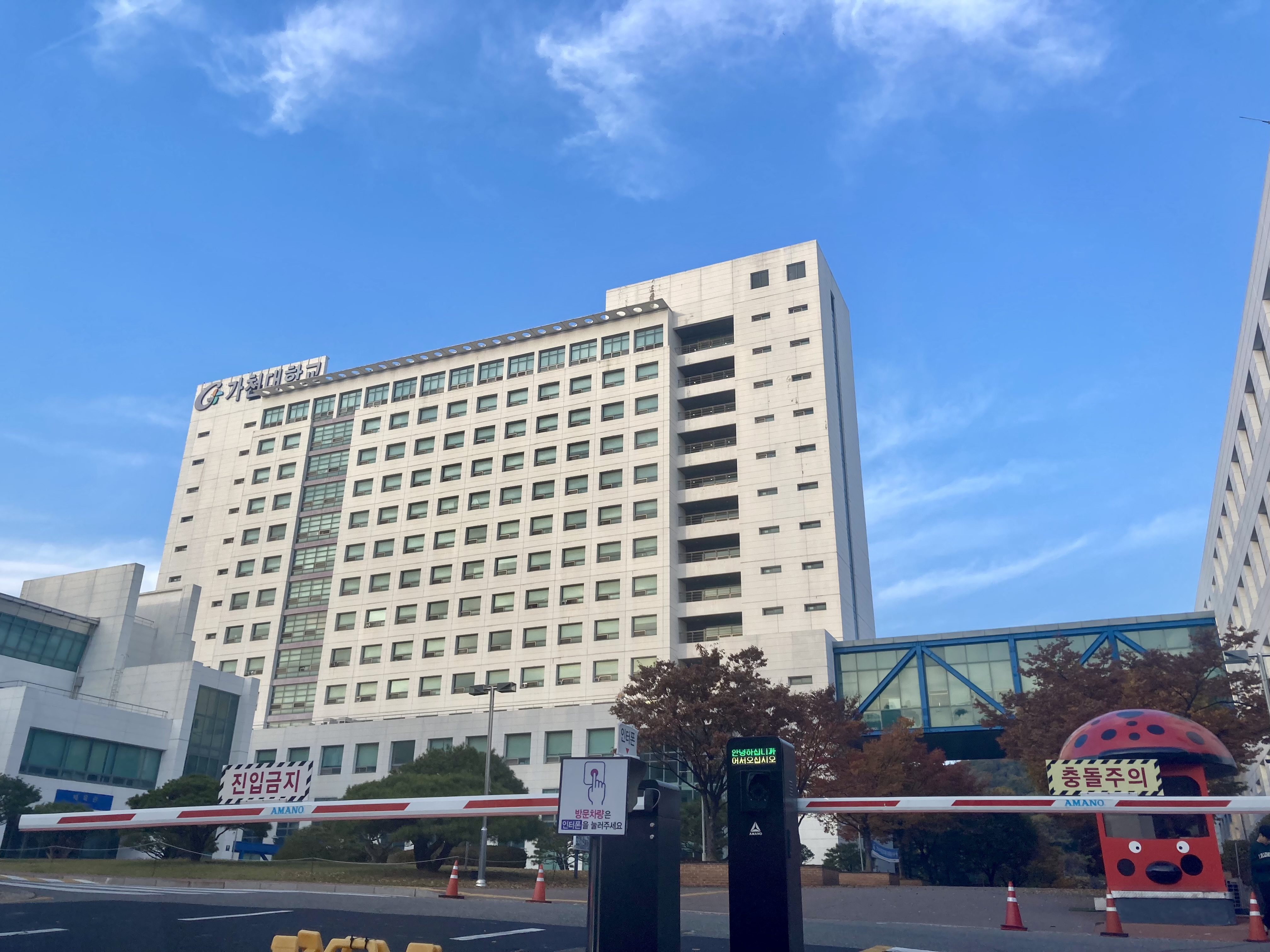
메디컬캠퍼스 입구
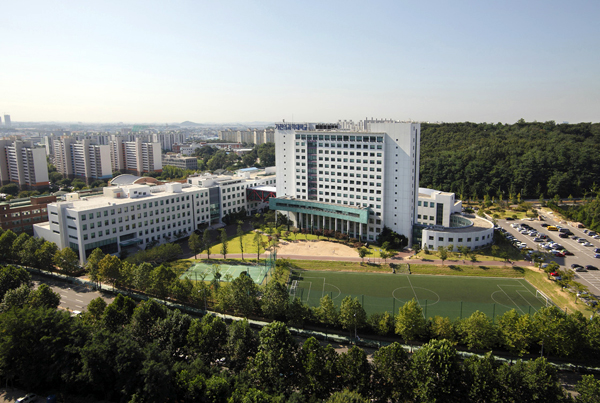
메디컬캠퍼스 전경

## 같이 보기
- 가천의과학대학교
- 경원대학교